# Ian Jenkins
Pour les articles homonymes, voir Jenkins.
Ian Jenkins (1953-2020) est conservateur des antiquités grecques et romaines au British Museum. Il est aussi archéologue et a dirigé les fouilles britanniques à Cnide.
Il s'est éteint le 28 novembre 2020 à l'âge de 67 ans.

## Publications
- The Greek Body, British Museum Press, 2009
- Greek Architecture and its Sculpture,  British Museum Press 2006
- Cleaning and Controversy: The Parthenon Sculptures 1811-1939., British Museum Occasional Paper 146, British Museum Press, 2001
- Second Sight of the Parthenon Frieze, British Museum Press, 1998
- Vases and Volcanoes: Sir William Hamilton and his Collection - exhibition catalogue, avec K. Sloan, British Museum Press, 1996
- The Parthenon Frieze, British Museum Press, 1994